# Вендская держава
Ве́ндская держава (Ободритское княжество, Вендское государство/королевство, Вендский союз племён) — раннефеодальное государственное объединение полабских славян (вендов), существовавшее с 1040-х годов приблизительно до 1129 года.
Располагалась на побережье Балтийского моря между устьями рек Одры и Эльбы. Включало племенные союзы бодричей, лютичей и часть поморян. Объединение славянских племён под единой княжеской властью было необходимо для отражения агрессии саксов и датчан. Своё название государство получило от вендов — немецкого названия западных славян в раннем Средневековье.
В 1043 году князь бодричей Готшалк, в юности живший в изгнании в Дании, участвовавший в английских походах Кнуда Великого и, женившийся на датской принцессе, вернулся в страну с датским войском, предоставленным ему Свеном Эстридсеном, и подавил сопротивление местной племенной знати. В 1050-х годах он активно проводил завоевательную политику на соседних землях славян: часть лютичей и глиняне были обложены данью. Тогда в примитивном виде возник государственный аппарат. При Готшалке строились новые грады, церкви и монастыри. По просьбе князя были назначены епископы в Мекленбург, Ольденбург и Ратцебург. В 1066 году знать возглавила движение против христианского окружения князя: Готшалк был убит в битве при Ленце на Эльбе, а миссионеры и обращённые в христианскую веру изгнаны или казнены.
Младший сын Готшалка Генрих на рубеже XI—XII веков укрепил государство. Ему платили дань бризане и стодоране. Генрих переехал с семьёй из Мекленбурга (Велиграда) в Любице (Старый Любек), который уже при Генрихе превратился в раннегородской центр с поселениями купцов и ремесленников. Новая столица стала резиденцией для христианских священников. После смерти Генриха начались междоусобицы. С конца XII века на основе Ободритского княжества развивались находившиеся в зависимости от саксонского герцога Ростокское, Мекленбургское и другие княжества, которые управлялись потомками ободритского князя. В XIII веке эти княжества подверглись германизации.
Князья:
- Готшалк (правл. 1031/1044—1066)
- Круто (1066—1093)
- Генрих (ум. 1127)